# Ґао Лінь
Ґао Лінь (кит.: 郜林, нар. 14 лютого 1986, Чженчжоу) — китайський футболіст, нападник клубу «Гуанчжоу Евергранд» та національної збірної Китаю. В минулому також виступав за клуб «Шанхай Шеньхуа».

## Клубна кар'єра
Народився 14 лютого 1986 року в місті Чженчжоу. Ґао Лін почав професійну кар'єру в одному з найвідоміших клубів Китаю — «Шанхай Шеньхуа» 2005 року. Дебют за команду відбувся 21 серпня 2005 року, в матчі проти «Ляонін Чжунюй» (1:0), в якому Ґао Лінь вийшов на заміну замість Се Хуея. Проте відразу основним гравцем Ґао не став і для того, щоб закріпитися в команді, він був змушений був кілька сезонів поспіль грати на фланзі. Лише після того як інший нападник Се Хуей покинув клуб за підсумками сезону 2007 року, Ґао став регулярно потрапляти до складу, крім того зайняв місце попереду — в сезоні 2008 року він забив вісім м'ячів у двадцяти матчах ліги і допоміг команді зайняти за підсумками сезону друге місце.
Незважаючи на те, що Ґао Лінь провів у клубі найкращий свій сезон, а також почав викликатися в основну збірну, «Шанхай Шеньхуа» відмовився поліпшити умови контракту та виставив гравця на трансфер на початку 2009 року. Пропозиції надійшли з рідного клубу Ґао Ліня «Хенань Констракшн», що представляє Суперлігу Китаю, а також південнокорейської команди «Чонбук Хюндай Моторс» з К-ліги. Однак, чутки про можливий перехід так і залишилися чутками, а Ґао Лінь залишився в Шанхаї, з яким 21 лютого 2009 року вдалося погодити нові умови контракту, що був розрахований на три роки — до 2012 включно.
10 березня 2010 року Ґао Лінь перейшов в «Гуанчжоу Евергранд», який зі скандалом був відправлений у Першу лігу. Дебют гравця у Першій лізі відбувся 3 квітня 2010 року в грі проти Команди Пекінського університету, в якій він забив два голи. 30 жовтня 2010, «Гуанчжоу» став чемпіоном Першої ліги, здобувши домашню перемогу з рахунком 3:1 над «Хунань Біллоуз». Ґао Лінь відзначився хет-триком, що дозволило йому за підсумками розіграшу стати найкращим бомбардиром ліги з 20 м'ячами, з цим показником він на шість м'ячів обігнав свого найближчого переслідувача Е Вейчана.
В новому сезоні Лінь з командою вперше виграв чемпіонат Китаю. В сезоні 2012 року клуб повторив та розвинув свій успіх, ставши першим клубом в історії розіграшів Суперліги, який виграв два чемпіонати поспіль. Крім того, того ж року був завойований Кубок та Суперкубок Китаю, а сам Ґао Лінь був включений до символічної збірної чемпіонату.
2013 року Ґао з командою втретє поспіль виграв національний чемпіонат, а також вперше в історії команди став володарем азійської Ліги чемпіонів. В наступному сезоні команда знову поновила рекорд, здобувши четвертий поспіль титул чемпіону Китаю. Наразі Лінь встиг відіграти за команду з Гуанчжоу 132 матчі в національному чемпіонаті.

## Виступи за збірні
З 2006 по 2008 рік захищав кольори олімпійської збірної Китаю. Ґао викликався в національну команду на Олімпійський турнір 2008, де зіграв всі три матчі групового турніру, проте не зміг допомогти команді подолати груповий етап. В основному складі виходив у перших двох іграх, в третьому вийшов на заміну.
31 липня 2005 року дебютував в офіційних матчах у складі національної збірної Китаю в рамках розіграшу Чемпіонату Східної Азії 2005 року проти національної команди Південної Кореї (1:1). У цьому матчі його необґрунтовано видалив на 5 хвилині японський суддя Юїті Нісимура. Федерація футболу Східної Азії скасувала червону картку, отриману Ґао і вибачилася перед ним наступного дня, а збірна Китаю за підсумками того турніру стала чемпіоном.
Незважаючи на те, що дебютний матч за збірну відбувся ще 2005 року, до 2009 року форвард не забив жодного м'яча у ворота суперника. Вдалося відзначитися за збірну йому лише 21 січня 2009 року в матчі проти збірної В'єтнаму в кваліфікаційному раунді Кубка Азії 2011 року, де йому відразу вдалося зробити хет-трик.
2010 року Ґао забив гол у ворота збірної Південної Кореї (3:0) на Чемпіонаті Східної Азії 2010 року, чим допоміг команді вдруге в своїй історії виграти цей турнір, а також  подолати «кореєфобію» у футболі — Китай до того не міг обіграти Південну Корею в 28 офіційних матчах з 1978 року.
В подальшому у складі збірної був учасником кубка Азії 2011 року у Катарі та кубка Азії 2015 року в Австралії, проте голів не забивав.
Наразі провів у формі головної команди країни 79 матчів, забивши 17 голів.

## Досягнення

### Клубні
«Шанхай Шеньхуа»
- Володар Кубку Чемпіонів Східної Азії: 2007

«Гуанчжоу Евергранд»
- Переможець Ліги чемпіонів АФК: 2013, 2015
- Чемпіон Китаю: 2011, 2012, 2013, 2014, 2015, 2016, 2017, 2019
- Володар Кубка Китайської футбольної асоціації: 2012, 2016
- Володар Суперкубка Китайської футбольної асоціації: 2012, 2016, 2017, 2018
- Переможець Першої ліги Китаю: 2010

### Національна команда
Збірна Китаю
- Переможець Кубка Східної Азії: 2005, 2010

### Індивідуальні
- Найкращий бомбардир Першої ліги Китаю з футболу: 2010 (20 голів)
- В символічній збірній Чемпіонату Китаю: 2012, 2016, 2017